# Hildegardia reuniivaga
Hildegardia reuniivaga är en insektsart som beskrevs av Hugel 2007. Hildegardia reuniivaga ingår i släktet Hildegardia och familjen torngräshoppor. Inga underarter finns listade i Catalogue of Life.